# Río Sardinata
Der Río Sardinata ist ein rechter Nebenfluss des Río Catatumbo in Kolumbien und Venezuela.
Der Río Sardinata entspringt südlich von Sardinata in der kolumbianischen Ostkordillere. Er fließt in nördlicher Richtung durch das kolumbianische Departamento de Norte de Santander. Der Fluss passiert die gleichnamige Stadt Sardinata. Bei Tres Bocas nimmt er die beiden linken Nebenflüsse Río Presidente und Río Tibú auf und überquert die Grenze nach Venezuela. Hier mäandriert der Río Sardinata durch das Tiefland des venezolanischen Bundesstaats Zulia, nimmt noch den Río Socuavo von links auf und mündet schließlich in den nach Osten fließenden Río Catatumbo. 